# South Street Seaport
South Street Seaport of Seaport is een historische wijk in de Lower East Side op het eiland Manhattan in de Amerikaanse stad New York. Het was een bruisende haven gesticht door Nieuw-Nederland in de jaren twintig van de 17e eeuw en wordt gedefinieerd als het gebied ten zuiden van Pearl Street aan de westelijke oever van de East River, tussen The Battery en de Brooklyn Bridge waar de wijk Two Bridges begint.
In de wijk vindt men de oudste architectuur in het centrum van Manhattan, met veel 19e-eeuwse gebouwen: gerenoveerde handelsgebouwen, zeilschepen en de voormalige vismijn Fulton Fish Market doch ook moderne toeristische winkelcentra, eet- en uitgaansgelegenheid. De naam van de buurt is niet afgeleid van Pearl Street doch van South Street, de straat waar de haven ligt en die heden evenwijdig loopt onder het viaduct FDR Drive. De wijk Seaport behelst ook het gebied ten zuiden van de voormalige haven South Street Seaport en strekt zich topografisch zover uit als tot waar de modernistische wolkenkrabbers aan Water Street, State Street en Pearl Street zich bevinden, zoals het 180 Maiden Lane en 32 Old Slip aan Wall Street.

## Geschiedenis

### De haven

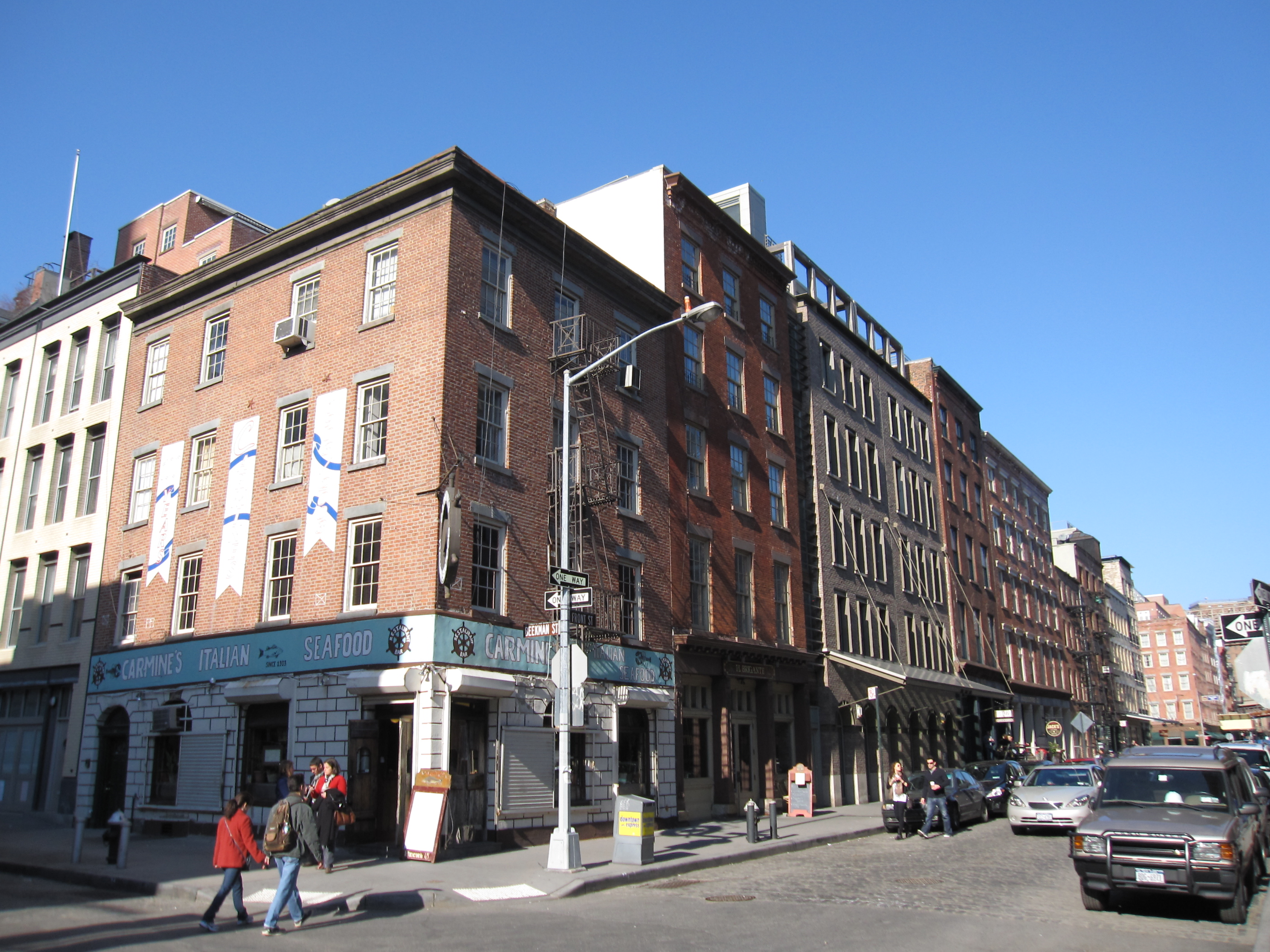
South Street Seaport, Front Street en Beekman Street, 2010

De geschiedenis van het havengebied South Street Seaport gaat terug tot de 17e eeuw, toen de West-Indische Compagnie van de Heren XIX (de Zeven Verenigde Nederlanden, Nieuw-Nederland) in dit specifieke kwartier een nederzetting van Nieuw-Amsterdam stichtte; meer bepaald in 1625. Ook werd op het eiland het Fort Amsterdam door de Nieuw-Nederlanders gebouwd.
Pearl Street (Nederlands: Parelstraat) verkreeg zijn naam dankzij de Nieuw-Nederlanders die zich in het gebied vestigden. De straatnaam is afkomstig van de Atlantische oester, die in het kwartier verhandeld werd. De haven in de wijk South Street Seaport zou heel sterk van de weekdier- en vishandel afhankelijk worden, de maritieme handel algemeen. De oesterschelpen werden door het volk Lenape, de indiaanse bevolking van de vroegere nederzetting Nieuw-Amsterdam – tegenwoordig bekend als de stad New York – 'parelschelpen' genoemd. De straat zou ook met oesterschelpen geplaveid worden. De straat werd erg populair bij handelaars en de pier (Pier 17) had een uitstekende reputatie omdat deze de westenwinden en het ijs van de rivier Hudson (naar Henry Hudson vernoemd) trotseerde. Vanaf de 18e eeuw werd de haven tevens belangrijk voor de levering van goederen vanuit Engeland. De Nieuw-Nederlandse familie Schermerhorn (nu een plaats in de Nederlandse provincie Noord-Holland) dreef handel met de stad Charleston, de oudste stad van de (tegenwoordig) Amerikaanse staat South Carolina. Dat heeft onder meer gezorgd voor de invoer van rijst naar Nieuw-Amsterdam.
Tijdens de Amerikaanse Onafhankelijkheidsoorlog palmden de Britten het gebied South Street Seaport in. Daardoor slabakte de handel in het gebied acht jaar lang. In 1783 keerden veel handelaars terug naar Engeland en stortte het succes van de haven pijlsnel in. De buurt kwam er even snel weer bovenop. Van 1797 tot medio 19e eeuw stond de stad New York voor de grootste maritieme handel van het land, grotendeels vanwege de handel en nijverheid in de South Street Seaport. Vanaf de 18e eeuw sloot men ook handelsakkoorden met China, met als gevolg overzeese import van groene en zwarte thee, porselein en andere goederen. De trans-Atlantische handel tussen Engeland en de Verenigde Staten heeft bijvoorbeeld geleid tot de oprichting van de rederij Red Star Line in 1822. Deze vorm van transport heeft bijgedragen aan de waarde van New York als een van de centra van wereldhandel.
Een van de belangrijkste handelszaken in de South Street Seaport was de Fulton Fish Market, een vismijn opgericht in datzelfde jaar 1822 tussen Fulton Street en Beekman Street. De Tin Building van de vismijn dateert uit 1907. Het is een van de twee laatste gebouwen van de historische South Street Seaport en bovendien het enige dat officieel ingeschreven staat als historisch erfgoed.
In 1825 en dus in de 19e eeuw werd het Eriekanaal opengesteld waardoor de verbinding tussen de stad New York en het westen van het land, toen al de Verenigde Staten, een feit was. Daardoor leefde de handel en nijverheid in de stad New York nog wat meer op. Dit had verder als rechtstreeks gevolg dat Pier 17 moest worden verlengd en uitgediept. Het hoogtepunt beleefde men medio 19e eeuw. Toen waren er veel commerciële ondernemingen, scheepsbevoorraders, werkplaatsen, saloons en bordelen. Vanaf de jaren 1880 begon South Street Seaport echter uitgeput te raken. De ontwikkeling voor handel en nijverheid nam sterk af. Buitendien werd de haven te ondiep voor nieuwere schepen. Handelsschepen meerden vanaf de jaren dertig van 20e eeuw steeds vaker aan in de grotere haven van Hoboken (New Jersey) en aan de westkant van Manhattan, waardoor de South Street Seaport zijn functionaliteit begon te verliezen. Met andere woorden werd de East River door handelsschepen gepasseerd en werd gekozen voor de Hudson. Pier 15 en 16 werden gesloten in de jaren vijftig.

### Museum
Vanaf de tweede helft van de 20e eeuw en doorheen de moderne tijd werd het gebied omgevormd tot een historische site. Het South Street Seaport Museum aan Pier 16 werd in 1967 opgericht door Peter en Norma Stanford. Toen het museum werd geopend lag de focus voornamelijk op het educatieve, de hoogdagen van de Seaport als historische plek behandelend. De oude platforms van Pier 17 werden gesloopt en in plaats daarvan kwam een paviljoen als toeristische attractie met winkels en restaurants, dat in augustus 1984 werd geopend. Het paviljoen draagt nog steeds de naam "Pier 17". De pier moest worden heropgebouwd na de doortocht van orkaan Sandy eind oktober 2012. De werken aan het nieuwe paviljoen werden in de zomer van 2018 afgerond.

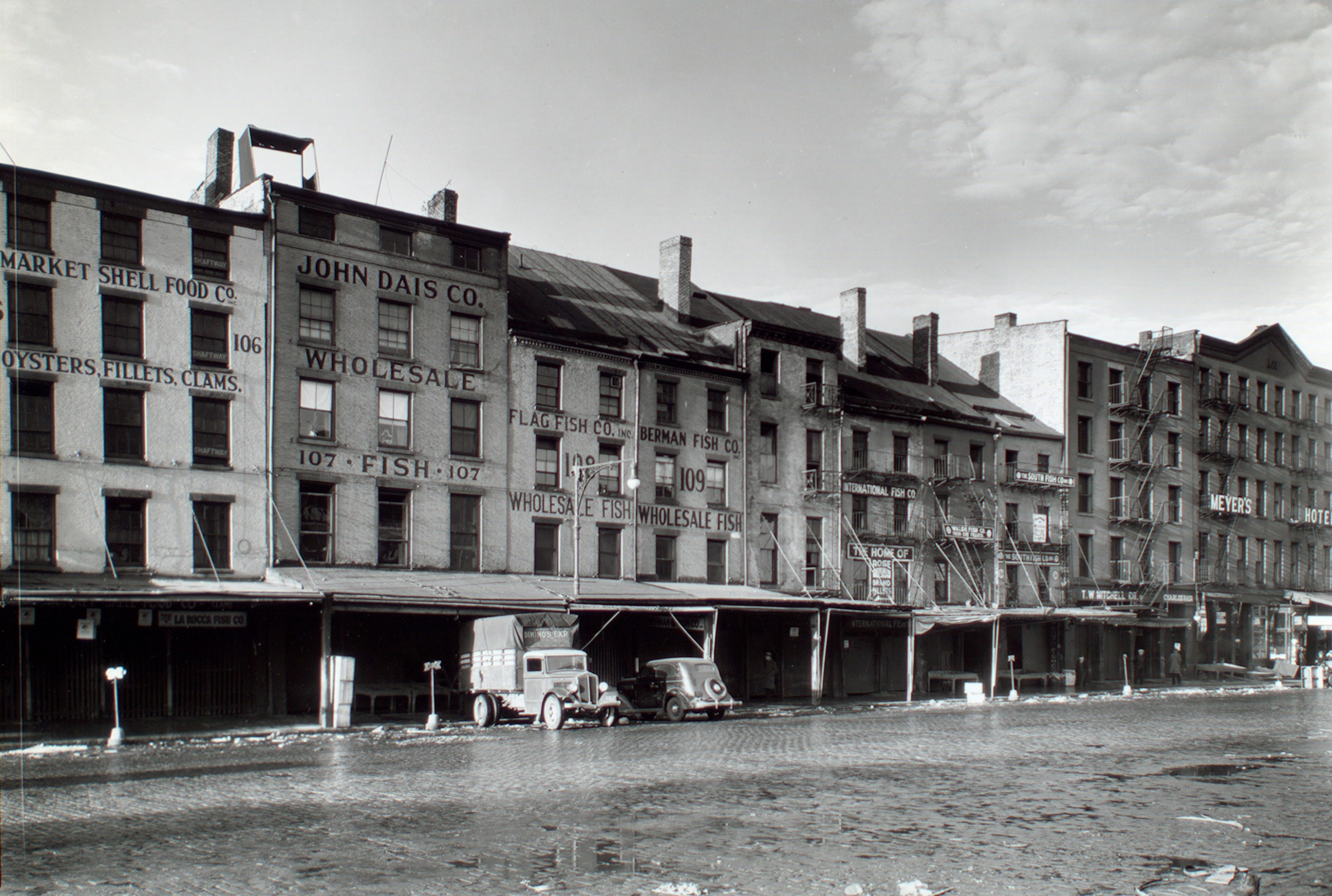
Fulton Fish Market tijdens de Grote Depressie
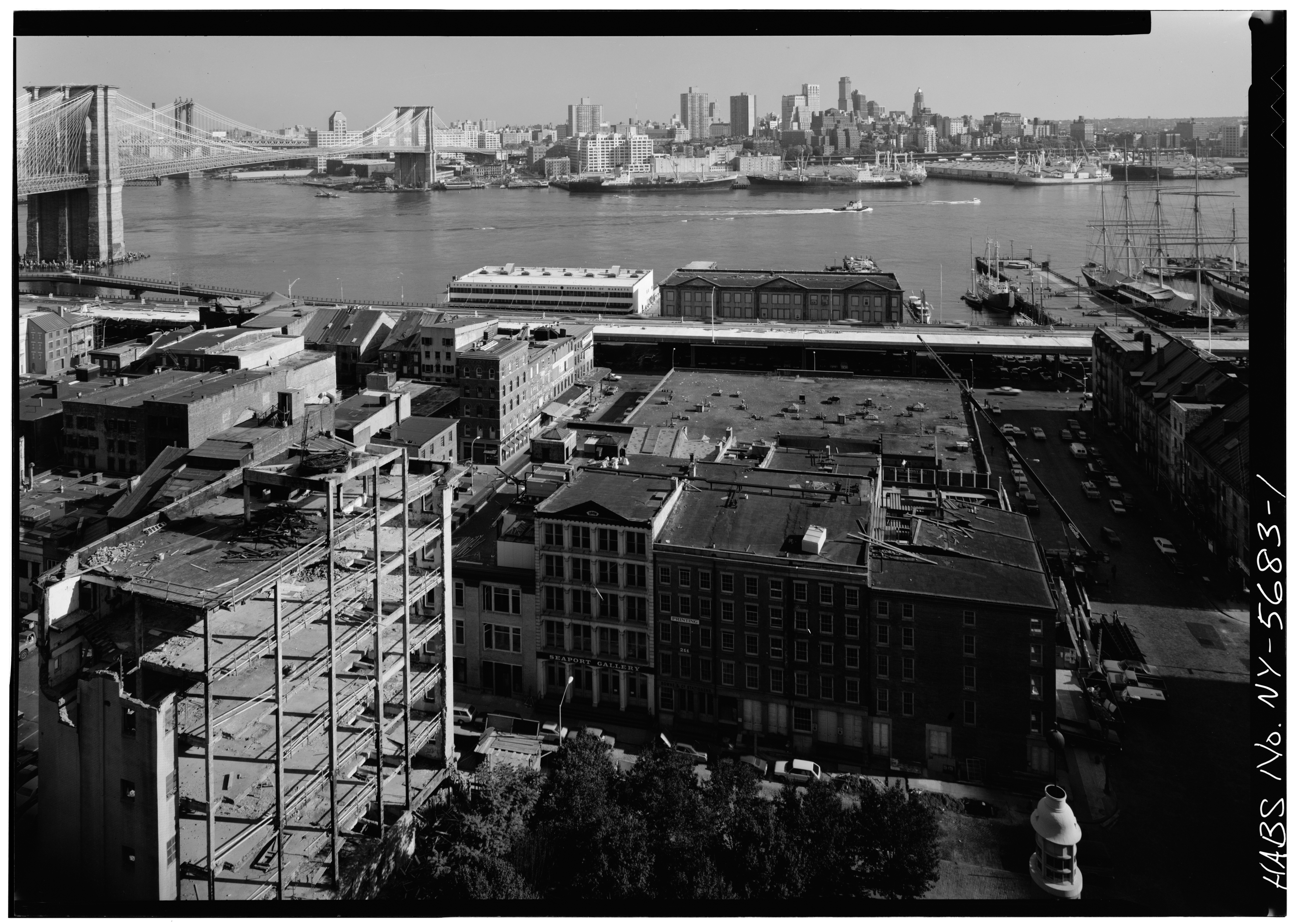
South Street Seaport in de jaren zeventig van de 20e eeuw
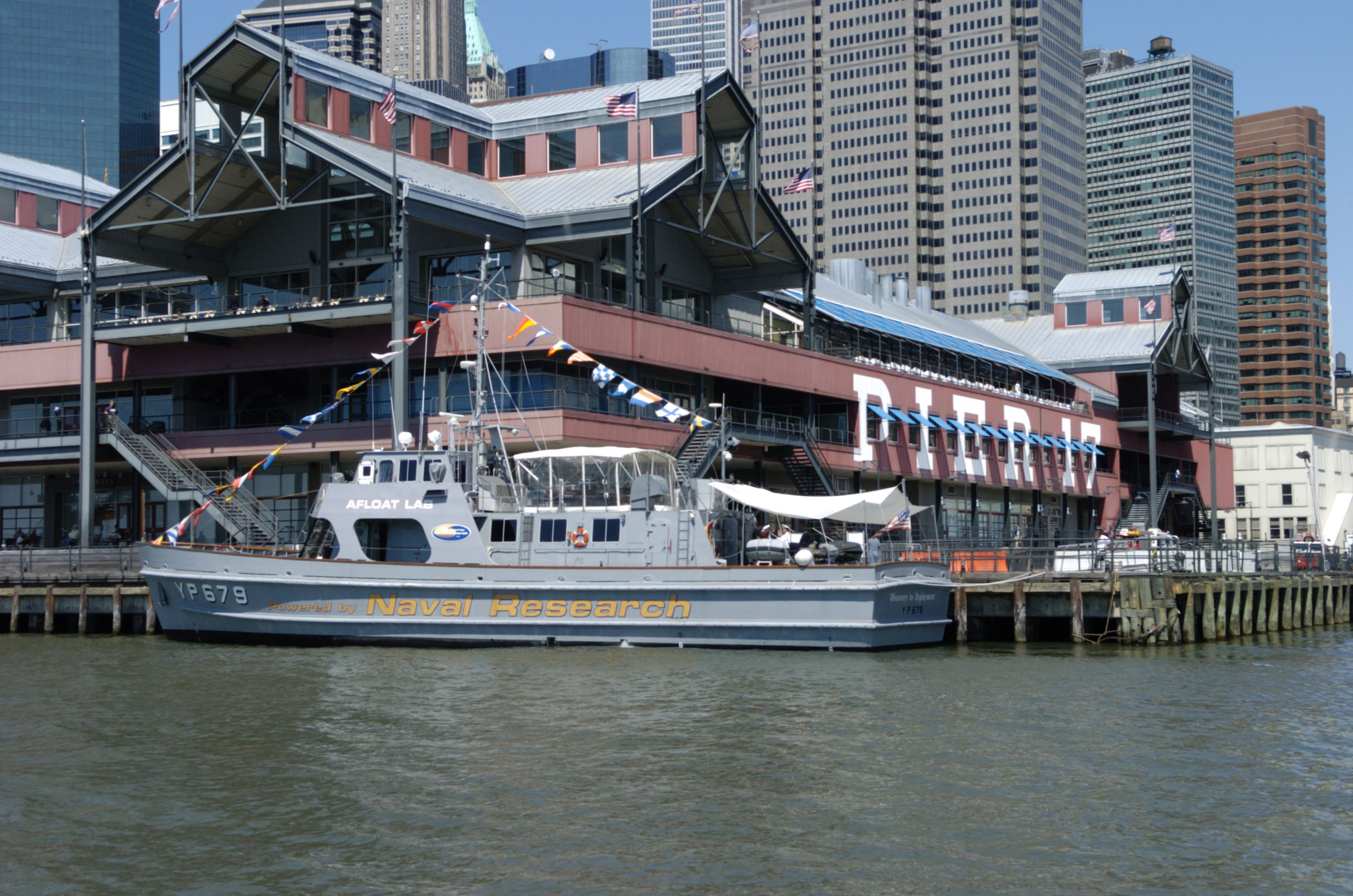
De voormalige Pier 17 in 2005
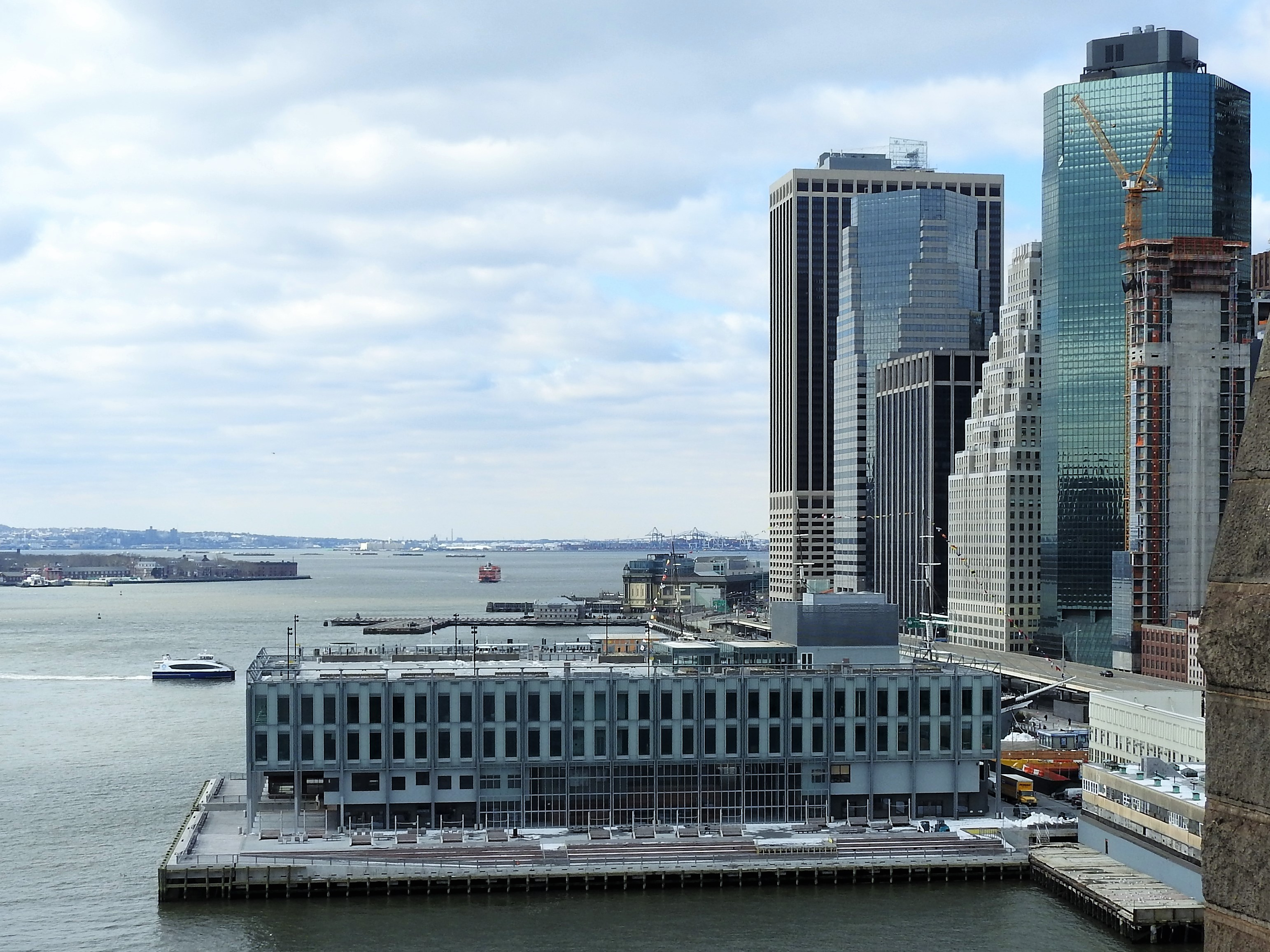
De huidige Pier 17 in 2018

## In populaire cultuur
- South Street Seaport verschijnt prominent in beeld in beroemde films als Gangs of New York (laatste scène), Annie Hall, Home Alone 2: Lost in New York, Godzilla, Hitch en I Am Legend (laatste beide met Will Smith).
- In het computerspel Grand Theft Auto IV van Rockstar Games wordt de wijk verdeeld in twee delen en derhalve "Fishmarket North" en "Fishmarket South" genoemd. Het spel bevat de oude Pier 17, zoals die eruitzag voor orkaan Sandy.
- South Street Seaport is de locatie van een multiplayer-map in de first-person shooter Crysis 2.
- De Amerikaanse grungeband Nirvana nam de videoclip voor het nummer In Bloom uit 1991 op aan de oude haven van South Street Seaport.